# گمینا کلوجبورک
گمینا کلوجبورک (به لهستانی:  Gmina Kluczbork) یک گمینا در لهستان است که در شهرستان کلوجبورک واقع شده‌است. گمینا کلوجبورک ۲۱۷ کیلومتر مربع مساحت و ۳۸٬۶۱۸ نفر جمعیت دارد.